# Bader Tanko
Bader Tanko (auch: Bader) ist ein Dorf in der Landgemeinde Bader Goula in Niger.

## Geographie
Das von einem traditionellen Ortsvorsteher (chef traditionnel) geleitete Dorf befindet sich rund sechs Kilometer nördlich des Hauptorts Goula der Landgemeinde Bader Goula, die zum Departement Dakoro in der Region Maradi gehört. Es liegt auf einer Höhe von 392 m. Weitere Siedlungen in der Umgebung von Bader Tanko sind Acka im Nordosten, Koudou Saley im Osten und Oly im Nordwesten. Zwischen Bader Tanko und Goula erhebt sich der 387 m hohe Hügel Agalim Boraga.

## Geschichte
Bader Tanko war ursprünglich ein Nomadenlager, dem in der französischen Kolonialzeit das Dorf Goula beigeordnet wurde, um den Karawanenhandel nach Agadez und Bilma besser kontrollieren zu können. Aus der Verbindung von Bader Tanko und Goula entstand Bader Goula.

## Bevölkerung
Bei der Volkszählung 2012 hatte Bader Tanko 229 Einwohner, die in 30 Haushalten lebten. Bei der Volkszählung 2001 betrug die Einwohnerzahl 180 in 24 Haushalten und bei der Volkszählung 1988 belief sich die Einwohnerzahl auf 144 in 18 Haushalten.

## Wirtschaft und Infrastruktur
Durch Bader Tanko verläuft die 366,6 Kilometer lange Nationalstraße 32 zwischen Keita und Sabon Kafi. Es handelt sich in diesem Abschnitt um eine moderne Erdstraße. Im Ort zweigt die 145,6 Kilometer lange Landstraße RR4-003 nach Saé Saboua ab. Es gibt eine Schule im Dorf. Die Niederschlagsmessstation in Bader Tanko liegt auf 300 m Höhe und wurde 1959 in Betrieb genommen.